# Coppa Italia 1966/1967
Dvacátý ročník Coppa Italia (italského fotbalového poháru) se konal od 3. září 1966 do 14. června 1967. Turnaj vyhrál poprvé v klubové historii Milán, které ve finále porazilo druholigovou Padovu 1:0. Nejlepší střelec se stal Gianni Rivera (Milán), který vstřelil sedm branek.

## Účastníci

### Od 1. kola
- Alessandria
- Atalanta
- Arezzo
- Benátky
- Brescia
- Cagliari
- Catania
- Catanzaro
- Foggia & Incedit
- Janov
- Juventus
- Lanerossi Vicenza
- Lazio
- Lecco
- Livorno
- Mantova
- Messina
- Milán
- Modena
- Novara
- Padova
- Palermo
- Pisa
- Potenza
- Reggiana
- Reggina
- Řím
- Salernitana
- Sampdoria
- Savona
- SPAL
- Turín
- Varese
- Verona

### Od čtvrtfinále
- Boloňa
- Fiorentina
- Inter
- Neapol

## Zápasy

### 1. kolo
Zápasy byly na programu od 3.–7. září 1966.
Poznámky
|  | Postup do dalšího kola |

| Domácí      | Výsledek     | Hosté      |
| ----------- | ------------ | ---------- |
| Alessandria | 0:1          | Turín      |
| Arezzo      | 1:0          | Cagliari   |
| Catania     | 0:1          | Lazio      |
| Catanzaro   | 1:3          | Foggia     |
| Livorno     | 0:0          | L. Vicenza |
| Modena      | 1:1          | SPAL       |
| Novara      | 1:4          | Lecco      |
| Padova      | 2:1 v Prodl. | Benátky    |
| Palermo     | 2:2          | Řím        |
| Pisa        | 0:3          | Milán      |
| Reggiana    | 1:0 v Prodl. | Mantova    |
| Reggina     | 0:1 v Prodl. | Messina    |
| Salernitana | 1:0 v Prodl. | Potenza    |
| Sampdoria   | 1:0          | Janov      |
| Savona      | 0:1 v Prodl. | Juventus   |
| Varese      | 4:1          | Atalanta   |
| Verona      | 1:0          | Brescia    |

### Kvalifikace
Zápas byl na programu 28. září 1966.
| Domácí   | Výsledek | Hosté  |
| -------- | -------- | ------ |
| Reggiana | 1:0      | Verona |

### 2. kolo
Zápasy byly na programu od 2. listopadu do 4. prosince 1966.
Poznámky
|  | Postup do dalšího kola |

| Domácí    | Výsledek          | Hosté       |
| --------- | ----------------- | ----------- |
| Foggia    | 0:3               | L. Vicenza  |
| Juventus  | 3:0               | Arezzo      |
| Lazio     | 0:2               | Lecco       |
| Milán     | 5:2 v prodl.      | Modena      |
| Padova    | 3:2               | Palermo     |
| Sampdoria | 1:0               | Salernitana |
| Turín     | 4:0               | Messina     |
| Varese    | 0:0 (7:6 na pen.) | Reggiana    |

### 3. kolo
Zápasy byly na programu od 15. února do 1. března 1967.
| Domácí    | Výsledek          | Hosté    |
| --------- | ----------------- | -------- |
| L.Vicenza | 2:5 v prodl.      | Juventus |
| Milán     | 4:2               | Turín    |
| Padova    | 3:0               | Varese   |
| Sampdoria | 1:1 (3:4 na pen.) | Lecco    |

### Čtvrtfinále
Zápasy byly na programu 4. května a 4. června 1967.
| Domácí | Výsledek          | Hosté      |
| ------ | ----------------- | ---------- |
| Boloňa | 1:1 (4:5 na pen.) | Juventus   |
| Inter  | 1:0               | Fiorentina |
| Lecco  | 1:2               | Milán      |
| Padova | 2:1 v Prodl.      | Neapol     |

### Semifinále
Zápasy byly na programu 7. června 1967.
| Domácí   | Výsledek     | Hosté |
| -------- | ------------ | ----- |
| Juventus | 1:2 v prodl. | Milán |
| Padova   | 3:2          | Inter |

### Finále
| 14. 6. 1967 20:15 |        |        |                                                        |
| Milán             | 1 : 0  | Padova | Stadio Olimpico, Řím, Itálie rozhodčí: Mario Bernardis |
| Amarildo 49'      | Report |        | Stadio Olimpico, Řím, Itálie rozhodčí: Mario Bernardis |

| Milán | Padova |

|                  |    |                         |  |
|                  |    |                         |  |
| B                | 1  | Pierangelo Belli        |  |
| O                | 2  | Angelo Anquilletti      |  |
| O                | 3  | Karl-Heinz Schnellinger |  |
| Z                | 4  | Sergio Maddè            |  |
| O                | 5  | Giovanni Trapattoni     |  |
| O                | 6  | Bruno Baveni            |  |
| Ů                | 7  | Bruno Mora              |  |
| Z                | 8  | Giovanni Lodetti        |  |
| Ů                | 9  | Amarildo                |  |
| Z                | 10 | Gianni Rivera           |  |
| Ů                | 11 | Giuliano Fortunato      |  |
| Trenér:          |    |                         |  |
| Arturo Silvestri |    |                         |  |

|               |    |                    |  |     |
|               |    |                    |  |     |
| B             | 1  | Walter Pontel      |  |     |
| O             | 2  | Cristiano Cervato  |  |     |
| O             | 3  | Valeriano Barbiero |  |     |
| Z             | 4  | Rinaldo Frezza     |  |     |
| O             | 5  | Giorgio Barbolini  |  |     |
| O             | 6  | Giorgio Sereni     |  | 54' |
| Ů             | 7  | Italo Carminati    |  |     |
| Z             | 8  | Alberto Bigon      |  |     |
| Ů             | 9  | Paolo Morelli      |  |     |
| Z             | 10 | Achille Fraschini  |  |     |
| Ů             | 11 | Alberto Novelli    |  |     |
| Náhradník:    |    |                    |  |     |
| O             | 12 | Mauro Gatti        |  | 54' |
| Trenér:       |    |                    |  |     |
| Humberto Rosa |    |                    |  |     |

## Vítěz
| Coppa Italia Vítěz pro rok 1966/1967 |
| ------------------------------------ |
| AC Milán                             |
|                                      |